# Philippine
Philippine é uma cidade do município de Terneuzen, na província holandesa de Zelândia. Está situada próxima à fronteira com a Bélgica, a cerca de 23 km a sudeste de Vlissingen (Flessingue, em português). Fica a aproximadamente 5 km da cidade de Terneuzen, a sudoeste.
Foi fundada em 1505 pelo nobre Hieronymus Lauweryn.
Constituiu um município próprio até 1970, quando se fundiu com Sas van Gent.
Em 2001, Philippine contava com 1,970 habitantes. A área de construção da cidade era de 0.60 km² e continha 853
residências. A área estatística de Philippine, na qual se pode incluir a área rural periférica, tem população de 2,180 habitantes.
Hieronymus Lauweryn (1505), fundador da cidade, nomeou-a como Sainct Philippine. Etimologicamente, "Philippine" deriva do grego
Φίλος Ίππος Νησί Fílos Íppos Ni̱sí, que significa "Ilha do cavalo amigo", que no entanto nada tem a ver com o nome da cidade.